# Sławomir Myk
Sławomir Myk (ur. 1956 w Świdniku, zm. 20 listopada 2008 w Świdniku) – polski historyk, regionalista, poeta, pedagog. 

## Życiorys
Syn Władysława Myka. Absolwent Liceum Ogólnokształcącego im. Władysława Broniewskiego w Świdniku (1976) i filologii polskiej na Wydziale Humanistycznym UMCS w 1980 roku. Następnie pracował jako nauczyciel i obronił pracę doktorską z nauk humanistycznych na UMCS. Od 2001 r. był koordynatorem Powiatowego Ośrodka Doskonalenia Nauczycieli w Świdniku. Przez dwie kadencje był radnym miejskim w Świdniku. Publikował artykuły w czasopismach naukowych i popularnonaukowych oraz prasie regionalnej i lokalnej m.in. "Archeion”, "Region Lubelski", "Kresy Literackie", "Zamojski Kwartalnik Kulturalny”, "Sycyna", "Regiony", "Głos Świdnika”. Był inicjatorem "Corridy ortograficznej” – konkursowe dyktanda, które sam wymyślał (odbywa się cyklicznie co roku). Jest też autorem kilkuset haseł do Suplementu Współczesnego Wielkiej Ilustrowanej Encyklopedii Powszechnej Wydawnictwa Gutenberg Print (1999–2003). Opracował też bibliografię do dziejów Świdnika.

## Wybrane publikacje
- Zaopatrzenie Drukarni Akademii Zamojskiej w papier, "Archeion" 87 (1990), s. 153–178.
- Na surowym korzeniu. Almanach poetów Świdnika, wstęp i oprac Sławomir Myk, Świdnik – Lublin: Agencja Dziennikarska "VIPress" 1993. Seria: Biblioteczka Świdnika nr 1. ISBN 83-85398-15-5
- Tradycje literackie Zwierzyńca (od końca XVI do początku XX wieku), "Akcent" 14 (1993), nr 4, s. 86–98.
- Zamojska oficyna akademicka w świetle nowych źródeł [w:] Akademia Zamojska i jej tradycje. Referaty przygotowane na sesję naukową zorganizowaną dla upamiętnienia 400 rocznicy utworzenia przez Jana Zamoyskiego Akademii Zamojskiej, 27–28 maja 1994 w Zamościu. Jubileusz 400-lecia Akademii Zamojskiej 1594–1994, red. Bogdan Szyszka, Zamość 1994.
- Drukarnia Akademii Zamojskiej jej dzieje i wydawnictwa : przy obchodzie czterechsetlecia Akademii Zamojskiej, która to była powodem jej zaistnienia..., Lublin: Wydaw. Lubelskie Nowe 1994. ISBN 83-85766-12-X
- Edytorzy i nakładcy druków zamojskich (XVI–XVIII wiek) [w:] W kręgu akademickiego Zamościa. Materiały z międzynarodowej konferencji na temat Akademia Zamojska na tle praktyki edukacyjnej w Europie Środkowo-Wschodniej (koniec XVI – koniec XVIII wieku), Lublin – Zamość, 11–13 maja 1995, red. Henryk Gmiterek, Lublin: Wyd. Uniw. M. Curie-Skłodowskiej 1996, s. 303–314.
- Zwierzyniec i literatura, Zwierzyniec: Zarząd Miasta i Gminy: Towarzystwo Miłośników Zwierzyńca 1996. ISBN 83-905703-1-9
- Nasz Świdnik: 50 lat miasta Świdnika : środowisko, ludzie, dokonania, praca pod red. Piotra R. Jankowskiego, Antoniego Mieczkowskiego i Sławomira Myka, we współpr. z Urszulą Klimkiewicz, Świdnik 2004.
- W blasku sławy. Echa odparcia przez twierdzę Zamość wojsk króla szwedzkiego Karola X Gustawa w piśmiennictwie staropolskim [w:] Druga po Jasnej Górze. Twierdza Zamość w czasach potopu szwedzkiego, red. Piotr Kondraciuk, Zamość: Muzeum Zamojskie 2006, s. 79–86.